# Marcus Marius (Feldherr)
Marcus Marius (* 2. Jahrhundert v. Chr.; † 72 v. Chr.) war ein Politiker und Feldherr der Römischen Republik, der sich militärisch für den römerfeindlichen König Mithridates VI. von Pontos engagierte und nach einer verlorenen Seeschlacht gegen Lucius Licinius Lucullus auf dessen Befehl hingerichtet wurde.

## Leben
Marcus Marius entstammte der plebejischen gens Maria, doch sind seine familiären Beziehungen zu anderen bezeugten Mitgliedern dieses Geschlechts, etwa dem mehrfachen Konsul Gaius Marius, unbekannt. Er war Senator und wahrscheinlich spätestens im Jahr 82 v. Chr. Quästor. Wohl etwa 77/76 v. Chr. floh er aus Rom und begab sich, möglicherweise im Gefolge des ehemaligen Prätors Marcus Perperna, nach Spanien, wo er sich Quintus Sertorius anschloss, der gegen das von Sulla in Rom an die Macht gebrachte Regime kämpfte. Marius diente nun Sertorius als Offizier und rekrutierte Anfang 76 v. Chr. bei den keltiberischen Stämmen der Arevaker und Pelendoner Soldaten und trieb Vorräte auf.
75 v. Chr. kamen Lucius Fannius und Lucius Magius auf die Iberische Halbinsel, um ein Bündnis zwischen Sertorius und Mithridates VI. auszuhandeln. Sertorius stimmte zu und schickte Marcus Marius als seinen Bevollmächtigten zum pontischen König. Diesem sollte Marius als Militärberater und Heerführer dienen, aber auch die Verwaltung der Provinz Asia im Namen der Gegenregierung der Popularen übernehmen, deren Haupt in Spanien Sertorius war. Daher zog Marius mit den Fasces in die Städte Asias ein, während Mithridates hinter ihm schritt und sich so mit dem zweiten Rang begnügte. Manchen Städten gab Marius die Freiheit, anderen gewährte er Steuerbefreiung. Laut Plutarch wurde die neue Regierung des Marius von den Provinzialen Asias begrüßt, da sie bisher von römischen Steuereintreibern und habgierigen Soldaten bedrückt worden waren.
In der Anfangsphase des Dritten Mithridatischen Kriegs, den Rom gegen Mithridates VI. ausfocht, gehörte Marius zu jenen Generälen des Königs, die wohl im Frühjahr 73 v. Chr. an der Schlacht bei Chalkedon teilnahmen, in der Mithridates Marcus Aurelius Cotta schlug und daraufhin in Chalkedon einschloss. Als Lucius Licinius Lucullus zu Cottas Entsatz heranrückte, traf er unterwegs bei Otryai in Bithynien auf ein von Marius angeführtes pontisches Truppenkontingent und wollte wohl aufgrund von dessen numerischer Überlegenheit eine Schlacht vermeiden, die jedenfalls – angeblich aufgrund eines als böses Omen gedeuteten Meteoriteneinschlags – nicht zustande kam. Marius litt bald an Nahrungsmittelmangel, weswegen der hierüber informierte Lucullus den Kampf weiter hinauszögerte, so dass Marius schließlich zur Küste zurückkehren musste, wo er sich mit Mithridates vereinigte.
Als der pontische König gezwungen war, seine Bemühungen zur Eroberung von Kyzikos einzustellen, fiel Marius die Aufgabe zu, gemeinsam mit Hermaios das aus 30.000 Mann bestehende Landheer nach Lampsakos zu geleiten, doch brachte Lucullus ihm unterwegs beim Überschreiten der Flüsse Aisepos und Granikos große Verluste bei. Vermutlich Anfang 72 v. Chr. sollte Marius mit dem Paphlagonier Alexander und dem Eunuchen Dionysios 10.000 Soldaten auf einer aus 50 Schiffen bestehenden Flotte in das Ägäische Meer führen, um die aus Kreta und nach Sertorius’ Tod auch von der Iberischen Halbinsel zurückkehrenden Schiffe aufzunehmen. Allerdings konnte Lucullus zunächst 13 feindliche Penteren bei Tenedos abfangen. Dann musste Marius mit seiner Hauptflotte gegen Lucullus bei Lemnos eine Seeschlacht bestehen, die er verlor; 32 seiner Kriegsschiffe und etliche Lastschiffe wurden versenkt. Gemeinsam mit Alexander und Dionysios gelang es Marius, auf eine unbesiedelte Insel zu entkommen, wo er sich in einer Höhle versteckte. Bereits am nächsten Tag fiel er hier in die Hände seiner Gegner und wurde auf Lucullus’ Anordnung hingerichtet, weil er als Senator nicht ebenso beim Triumph aufgeführt werden konnte wie Alexander, dem dieses Schicksal zugedacht war. Dionysios setzte seinem Leben durch Gift ein Ende. Wie Sertorius hatte Marius früher ein Auge verloren.